# Gianfranco Gaspari
Gianfranco Gaspari (ur. 5 sierpnia 1938 w Cortinie d’Ampezzo) – włoski bobsleista, czterokrotny medalista mistrzostw świata.

## Kariera
W 1966 wspólnie z Leonardem Cavallinim był drugi w dwójkach podczas mistrzostw świata w Cortinie d’Ampezzo. Na rozgrywanych trzy lata później mistrzostwach świata w Lake Placid wywalczył dwa medale. Najpierw wspólnie z Mariem Armanem zajął trzecie miejsce w dwójkach, a następnie razem z Sergiem Pompaninem, Robertem Zandonellą i Mariem Armanem wywalczył srebro w czwórkach. Ponadto w 1971 razem z Armanem zdobył złoto w dwójkach na mistrzostwach świata w Cervinii. W 1968 wystartował na igrzyskach olimpijskich w Grenoble, gdzie zajął szóste miejsce w czwórkach. Brał także udział w igrzyskach w Sapporo w 1972, zajmując czwarte miejsce w dwójkach i ósme w czwórkach.